# Andrian Kreye
Andrian Kreye (* 9. Oktober 1962 in München) ist ein deutscher Journalist und Schriftsteller.

## Leben
Kreye war seit 1982 als freier Journalist für diverse Medien in Europa und in den USA tätig. Von 1985 bis 1988 war er Redakteur bei der Zeitschrift Tempo, die er mitbegründet hatte, und ging danach als deren New-York-Korrespondent in die USA. In den Jahren von 1996 bis 1999 schrieb er regelmäßig für die Frankfurter Allgemeine Zeitung. 1999 segelte er für GEO auf der Freydis mit dem Ehepaar Heide und Erich Wilts durch Vanuatu. Danach war er bis 2006 New-York-Korrespondent für die Süddeutsche Zeitung. Von 2007 bis 2020 leitete er in München das Feuilleton der Süddeutschen Zeitung, anfangs zusammen mit Thomas Steinfeld, ab 2015 mit Sonja Zekri. Er ist weiter Autor der Zeitung.
Kreye ist Autor mehrerer Dokumentarfilme wie Guatemala, Land im Todesfieber (Regie: Georg Stefan Troller) und New York im Schatten der Türme (Regie: Katja Esson). Er veröffentlichte auch Erzählungen. Seine Recherchen führten ihn nach Nord- und Südamerika, Afrika und Asien. Kreye schreibt regelmäßig über Jazz.
2019 wurde Kreyes enge Verbindung zum Literaturagenten John Brockman bekannt.  Kreye hatte mehrfach über Brockman berichtet, unter anderem in einer Rezension von Michael Angeles Biografie über Frank Schirrmacher.

## Preise und Auszeichnungen
1993 und 1997 gehörte Kreye zu den Preisträgern des Joseph-Roth-Preises. Im Januar 2007 wurde ihm für seine New-York-Reportagen in der Süddeutschen Zeitung der Goldene Prometheus als „Zeitungsjournalist des Jahres 2006“ verliehen. 2019 erhielt er den Theodor-Wolff-Preis in der Kategorie Thema des Jahres sowie den Medienethik-Award der Hochschule der Medien in Stuttgart für Beiträge über Künstliche Intelligenz. 2022 wurde er für seinen Bericht „American Idol“ (über Jon Batiste) mit dem Deutschen Jazzpreis in der Kategorie „journalistische Leistung“ ausgezeichnet.  Ebenfalls 2022 wurde ihm der George F. Kennan Award for German-American Commentary der Burns Foundation für seinen Beitrag America the Beautiful zuerkannt. Im Oktober wurde ihm gemeinsam mit Lena Kampf, Georg Mascolo und David Pfeifer für die Reportage Gehetzt und vertrieben über die Rolle Facebooks bei der Verfolgung der Rohingya in Myanmar der 2. Preis des Medienpreises für digitale Aufklärung verliehen.

## Schriften
- Aufstand der Gettos. Die Eskalation der Rassenunruhen in Amerika (KiWi; Bd. 316). Kiepenheuer und Witsch, Köln 1993, ISBN 3-462-02300-4 (Nachdruck 2017).
- Grand Central. Menschen in New York. Droemer Knaur, München 2001, ISBN 3-426-61479-0 (Nachdr. d. Ausg. Köln 1998).
- Berichte aus der Kampfzone. Die globalisierte Welt und ihre Rebellen. Droemer Knaur, München 2002, ISBN 3-426-27290-3 (Vollst. überarb. und aktualisierte Taschenbuchausg.: Geschichten vom Ende der Welt. Droemer Knaur, München 2006, ISBN 978-3-426-77771-8.).
- Broadway, Ecke Canal. New York, Stadt im Aufbruch. Droemer Knaur, München 2004, ISBN 3-426-77751-7.
- Andrian Kreye, Hanns Zischler: SchattenHeimat – ShadowHome. Jovis, Berlin 2004, ISBN 978-3-936314-51-9.
- Macht euch die Maschinen untertan. Vom Umgang mit künstlicher Intelligenz. Süddeutsche Zeitung Edition, München 2018, ISBN 978-3-86497-499-1.
- Der Geist aus der Maschine. Eine superschnelle Menschheitsgeschichte des digitalen Universums. Heyne, München 2024. ISBN 978-3-453-21862-8.